# Miramont-de-Comminges
Miramont-de-Comminges is een gemeente in het Franse departement Haute-Garonne (regio Occitanie) en telt 854 inwoners (2005). De plaats maakt deel uit van het arrondissement Saint-Gaudens.

## Geografie
De oppervlakte van Miramont-de-Comminges bedraagt 8,1 km², de bevolkingsdichtheid is 105,4 inwoners per km².
De gemeente ligt in de historische streek Comminges aan de voet van de centrale Pyreneeën.

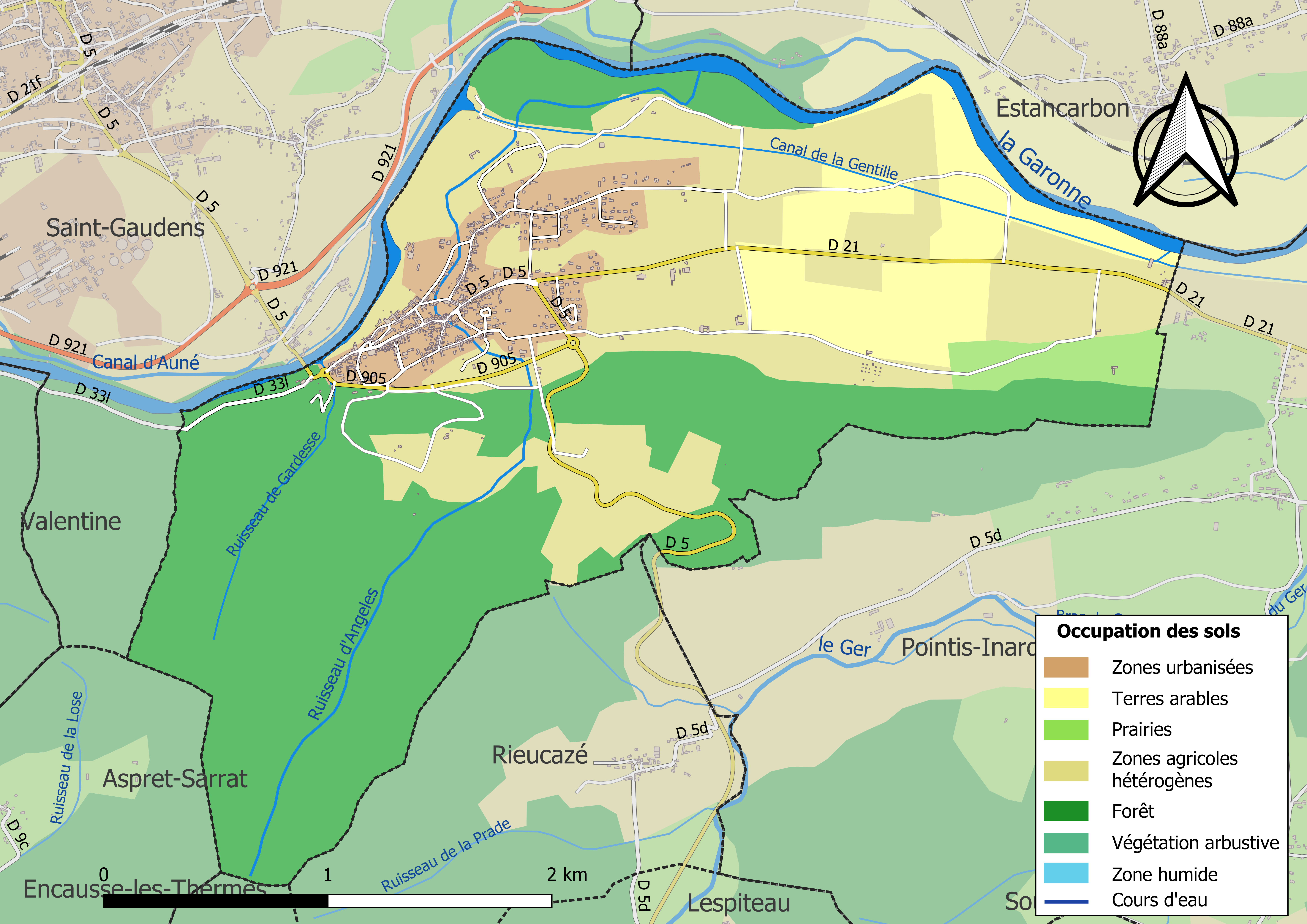
Kaart van de gemeente met de belangrijkste infrastructuur, bodemgebruik en omliggende gemeenten

## Demografie
Onderstaande figuur toont het verloop van het inwonertal (bron: INSEE-tellingen).